# Tarcil
En el universo imaginario de J. R. R. Tolkien y en los apéndices de la novela El Señor de los Anillos, Tarcil es el sexto rey de Arnor. Nació en el año 280 de la Tercera Edad del Sol, en Annúminas, y es hijo de Arantar. Su nombre está compuesto en la lengua quenya y puede traducirse como «hombre alto». 
Sucedió a su padre en el año 435 T.E. y gobernó Arnor hasta su muerte en el año 515, tras ochenta años de reinado. Fue sucedido por su hijo Tarondor.